# Dunaföldvári Magyar László Gimnázium
A Dunaföldvári Magyar László Gimnázium négy- és hatévfolyamos gimnázium Dunaföldváron. 1952 óta működik a térség legidősebb gimnáziumaként.

## A gimnázium története
A régen tervezett gimnázium alapításával Rojkó József igazgatót bízták meg 1952-ben. Féléves felkészülést követően 1952. szeptember 1-jén elindult az első tanév.
1953-ban beindult a felnőttképzés is, a munka mellett érettségizni akarók képzése.
1956-ban a diákok szavazataival az intézmény felvette a dunaföldvári kötődésű Magyar László Afrika-kutató nevét. Ettől az évtől lett új selyemzászlója a gimnáziumnak, a zászlóra kerülő hímzett felirat az iskola címere körül: „Non scholae sed vitae discimus!”, azaz: „Nem az iskolának, hanem az életnek tanulunk!”. A zászlóra ebben az évben felkerült az első ballagók szalagja is, hiszen 1956-ban lezajlottak az első érettségi vizsgák. A legkiemelkedőbb tanulók a gimnázium Aranykönyvébe írhatták be a nevüket. Az iskolai egyenruhához megújult a sapka is, sötétkék színű lett, közepén címerrel, azon Dunaföldvár szimbólumai voltak: piros-kék alapon a vártorony és a Duna hullámai.
Az 1965. évi tanügyi reform hatására 8 szakkör működése kezdődött meg. Az 5+1-es oktatás kezdett visszaszorulni, helyette heti 2 órás gyakorlati képzés indult. Kiemelkedő, hogy az új óratervvel külön tantárggyá vált a magyar nyelv és a magyar irodalom, filmesztétikával együtt.
1979-től az országos oktatási-nevelési terv részeként bevezetésre került a fakultatív rendszer. Célja a tanulók pályaorientációjának segítése, a választott tárgyak tananyagában való elmélyülésének segítése és az oktatási anyag elsajátításának kiszélesítése volt.
1980-ban újrafogalmazták Tolna megye közoktatás-politikai elveit, és megújult az iskolavezetés. Országossá növekedett a gimnázium által szervezett Magyar László Afrika-műveltségi verseny. A jelentős tanulmányi, kulturális és sportversenyeken aratott sikerek mellett átadták a település nagyméretű tornacsarnokát is közös, általános iskolai és gimnáziumi használatra.
1982/83-tól a gimnázium első számítógépével elindult a számítástechnikai szakkör. Elkezdődött az újszerű elektronikai ismeretszerzés, majd adatnyilvántartás és egyéb e-ügyek számítástechnikai lebonyolítása.
Az 1990-ben sorra születő Nemzeti Alaptanterv-elképzelések és a középiskolai oktatás reformötletei közt három első osztály indult. A kényszerű terjeszkedés hatására két osztályt a főépülettel szemközti épületben helyeztek el. Létrejöttek az iskola alapítványai is, közülük az „Áldozzunk gyermekeink tudásáért!” napjainkig sikeresen szolgálja az oktató-nevelő munka feltételeinek javítását. Kapcsolat létesült a Baden-Württemberg németországi tartomány Weikersheim városának gimnáziumával is. A partnervárosi kapcsolat azóta tartó diákcserét, időnkénti sportolói és művészeti csoportok látogatását jelenti.
1995 szeptemberében beindult az első 6 osztályos képzésű osztály. Ezentúl minden évben egy 4 és egy 6 osztályos gárda indult. Az iskola saját reformjának részeként bevezetésre kerültek a kisérettségik. Ezek a vizsgák színvonalas követelmények állításával és a felkészülésre fordított kemény munkával nyújtottak tanulási- és vizsgatapasztalatokat a nagy érettségire és a felvételikre.
1998. év elején a megnövekedett igények miatt megkezdődött az új épületszárny építése, amely 1998 novemberére készült el. A korabeli 84 millió Ft-os fejlesztés újabb tantermekkel, egy aulával, egyéb helyiségekkel és egy saját tornacsarnokkal bővítette az intézményt.
2001-ben a tantestület pedagógiai programot és kerettantervet fogadott el. Ez gondosan összegyűjtötte az iskolai munka alapelveit, feladatait, és összeállt egy helyi tanterv is. Emellett az önkormányzat támogatásával ekkor jelentős informatikai fejlesztésre is sor került.
A 2003-ban módosított NAT nyomán az idegen nyelvek és az informatika oktatása a korábbiaknál még jobban előtérbe került.
2008-ban megalakult a Dunaföldvár-Bölcske-Madocsa Mikrotérségi Oktatási-Nevelési Intézmény, a bölcsődéktől a középiskoláig terjedő integrációnak a gimnázium az egyik tagintézménye lett, önállóságát megőrizve. Ekkortól a város másik, kisebb középfokú intézményét, a szakiskolát a gimnáziumhoz csatolták. Ebben az évben a 340 fős, 11 osztályban tanuló diákság egy új nyelvi labor mellett 4 interaktív táblát és hozzájuk kapcsolódó projektorokat, laptopokat kapott.
A 2010-es évek elejétől a tantestület legjobb közösségi munkavégzést felmutatókat a következő tanév szeptemberében egynapos „Kiválók kirándulásá”-ra vitte. Az úticélok, programok évente váltakoztak, a régebbi, klasszikus osztálykirándulások érték-szempontjait követték. Új lehetőségként bevezetésre került az előrehozott érettségik rendszere is. Ezek egyre népszerűbbé váló vállalásával a tanulók próbálják tehermentesíteni a 12. évük zárását.
2012-ben bevezetésre került a hit- és erkölcstan nevű tantárgy, és kialakult az ún. mindennapos testnevelés.
2013-ban elindult a pedagóguséletpályamodellnek elnevezett program. Emellett egyre több dokumentum került az internetes elérhetőségek körébe. E folyamat fontos állomása lett a 2016 őszétől működő e-napló.
2015-ben a hazai oktatásügy újabb átalakításának hatására levált a szakiskola a gimnáziumról, tovább fokozva a gimnázium önállóságát.

## A gimnázium épülete
A Dunaföldvári Magyar László Gimnázium intézménye Dunaföldváron, a Templom utca 5. szám alatt található. Az épület két részre osztható, az 1700-as évek végén elkészült régebbi és az 1998-ban átadott újabb építésű szárnyra.

Az épület régi szárnya a mellette fekvő Szent Anna egykori ferences templommal együtt műemléki védelem alatt áll, korábban a templomhoz kapcsolódó ferences rendházként funkcionált. A templom 1737-1755 között épült késő barokk stílusban, míg maga a kolostor épülete csak 1790-re készült el. A földszinten és részben az emeleten különböző típusú boltozatok találhatóak, melyek közül megemlítendő az egykori refektórium stukkódíszes mennyezete. Ez a helyiség ma a gimnázium ebédlőjeként szolgál, ahol különböző diákprogramok kerülnek megrendezésre. Az épület termei közül kiemelendő még az 1790 körül elkészült barokk műemlékkönyvtár, ahol fennmaradtak az eredeti barokk freskók is. A hajdan ferences rend gondozásában álló könyvtár gyűjteménye egykor 4000 kötetet is számlált, ezeknek nagy részét az 1950-es évek elején Novák József, a szekszárdi múzeum igazgatója mentette meg a pusztulástól, beszállíttatva a mai Wosinsky Mór Megyei Múzeum könyvtárába.

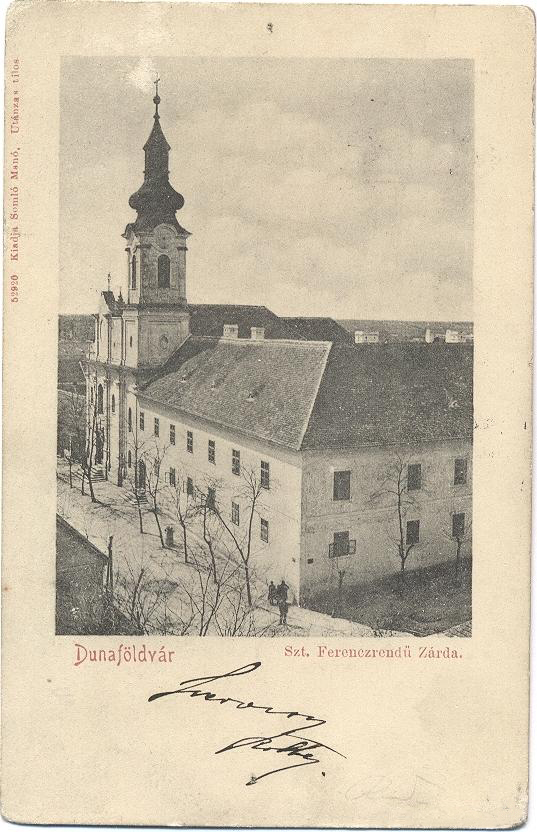
Képeslap az egykori Szt. Ferenczrendű Zárdáról 1902-ből
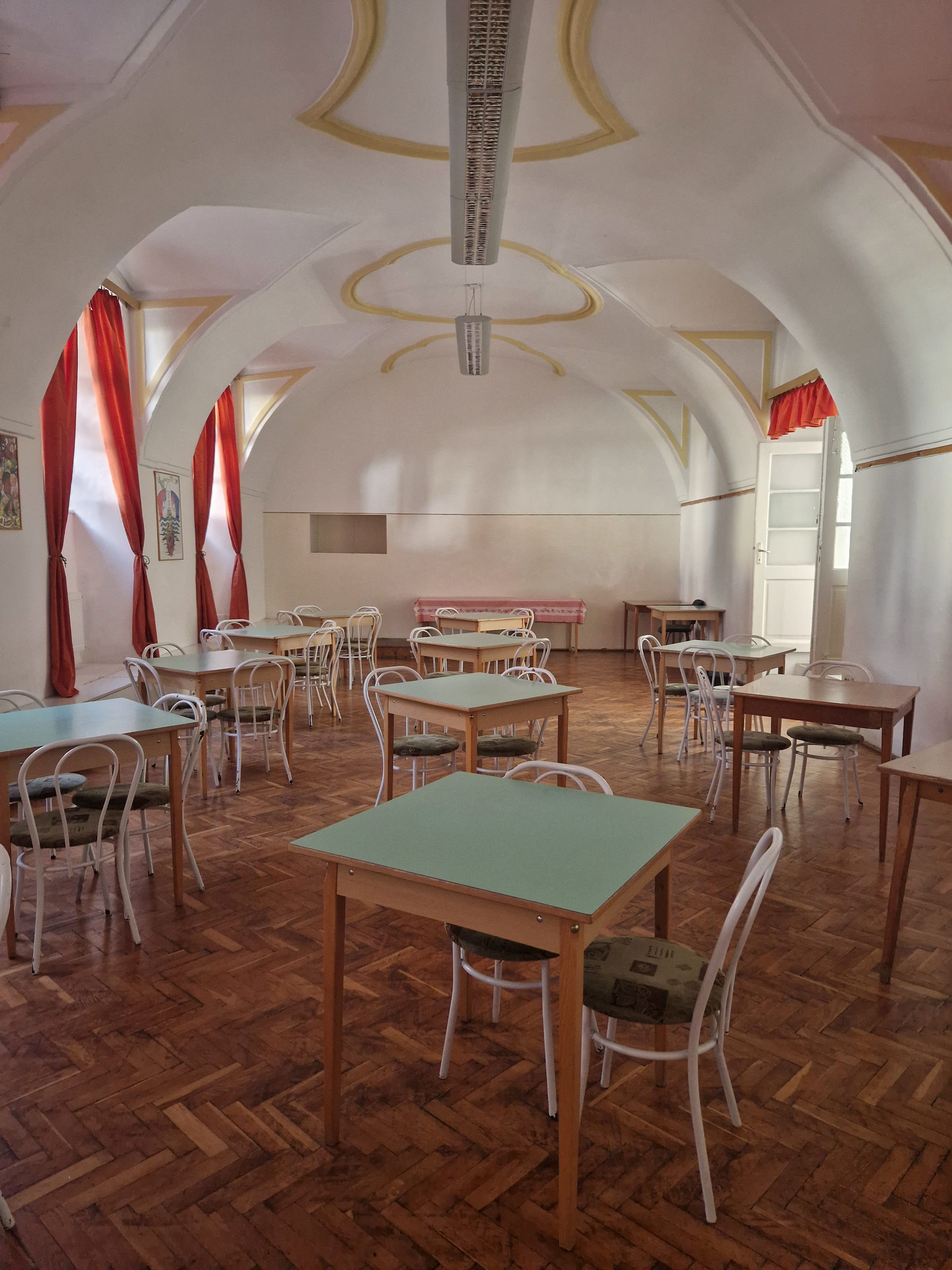
A Gimnázium régi ebédlője
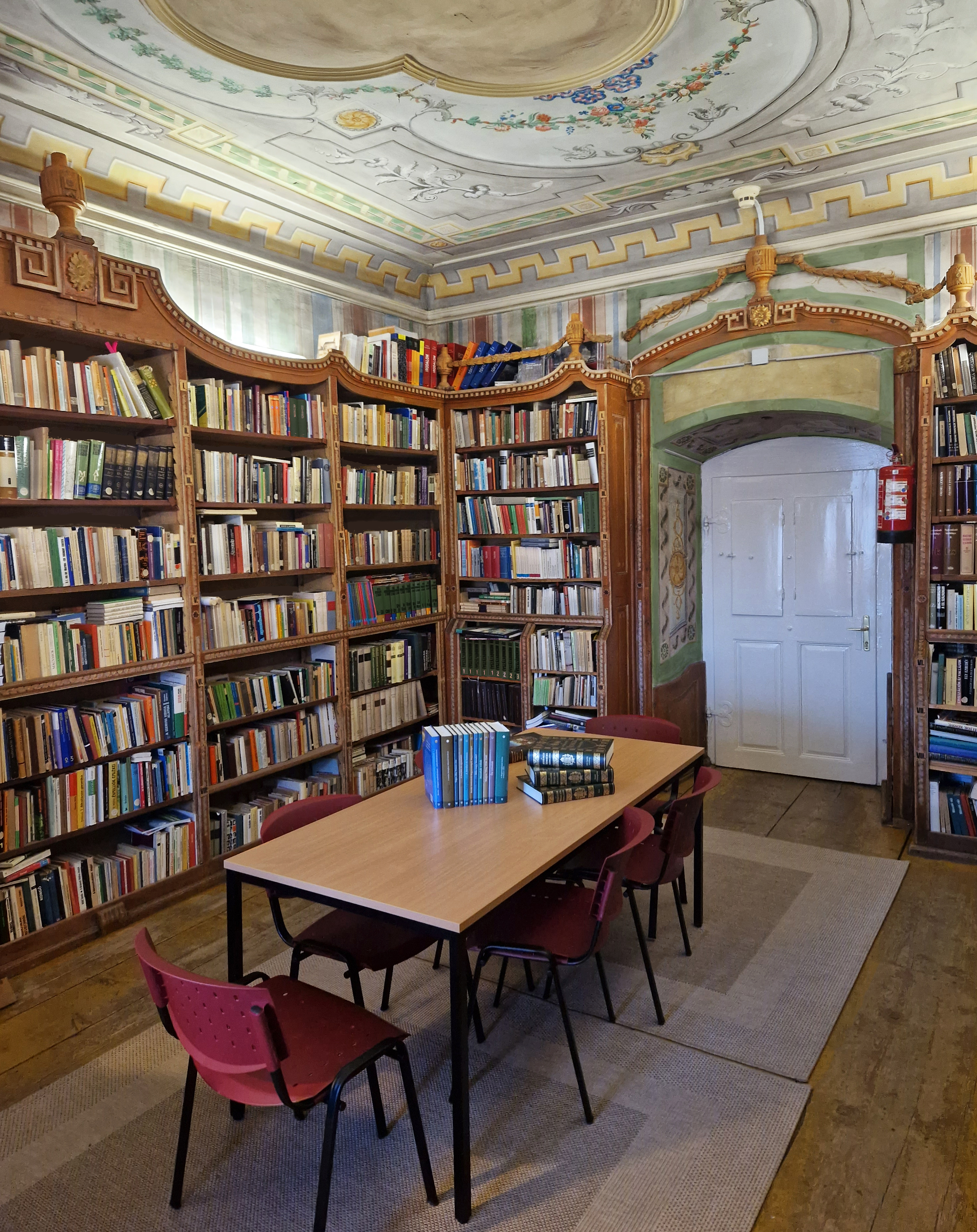
A Gimnázium gyönyörű barokk könyvtára

Az egykori rendház épületének nyugati szárnya ma a római katolikus egyház birtokában van, míg a kerengő déli, keleti és északi oldala alkotja a gimnázium régi szárnyát. Ebben a szárnyban 8 tanterem és számos kisebb szaktanterem, mint például biológia, kémia és fizika szertár, illetve informatikaterem áll a tanulók rendelkezésére.

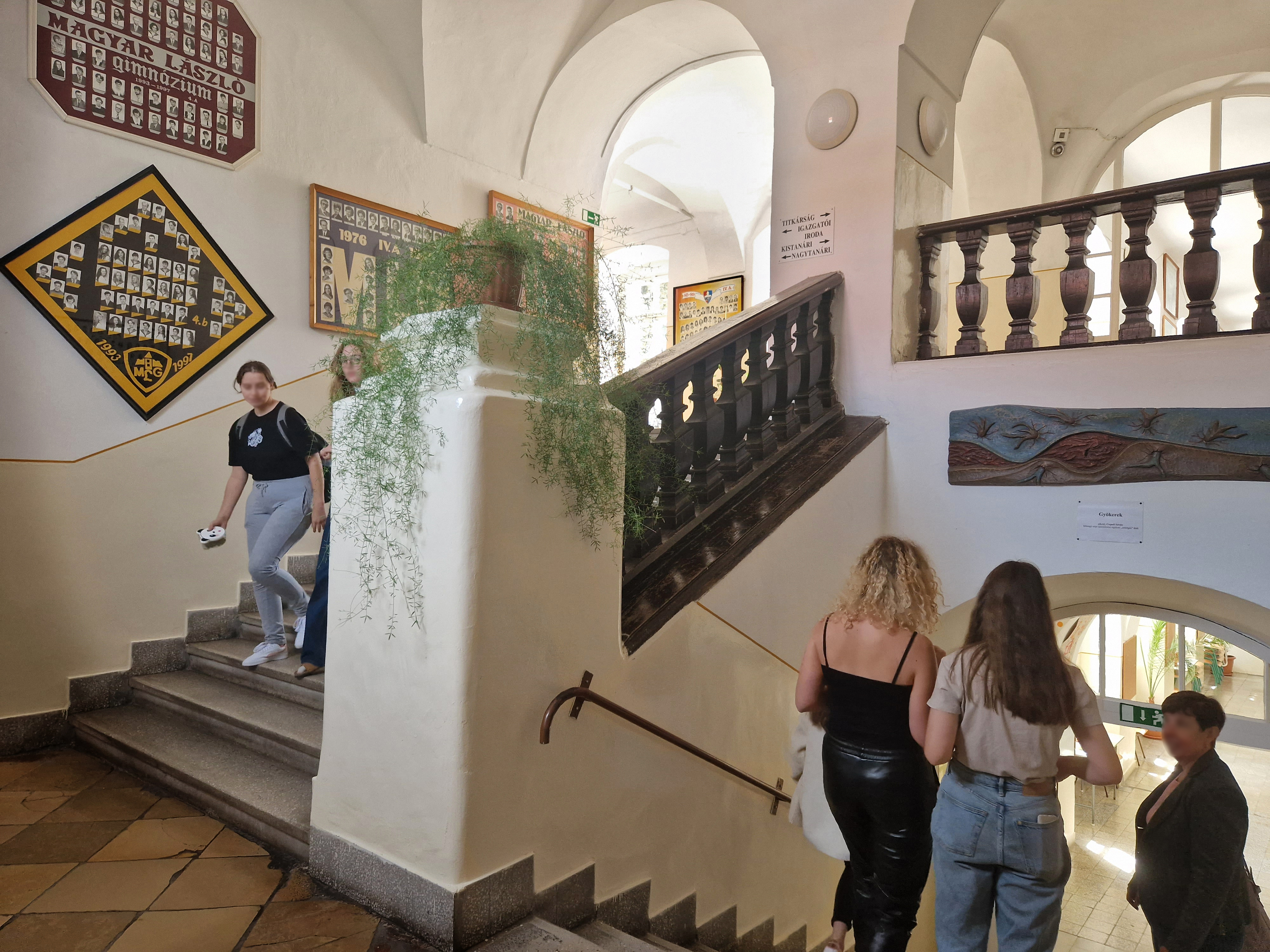
A gimnázium nagy lépcsőfordulója a régi szárnyon
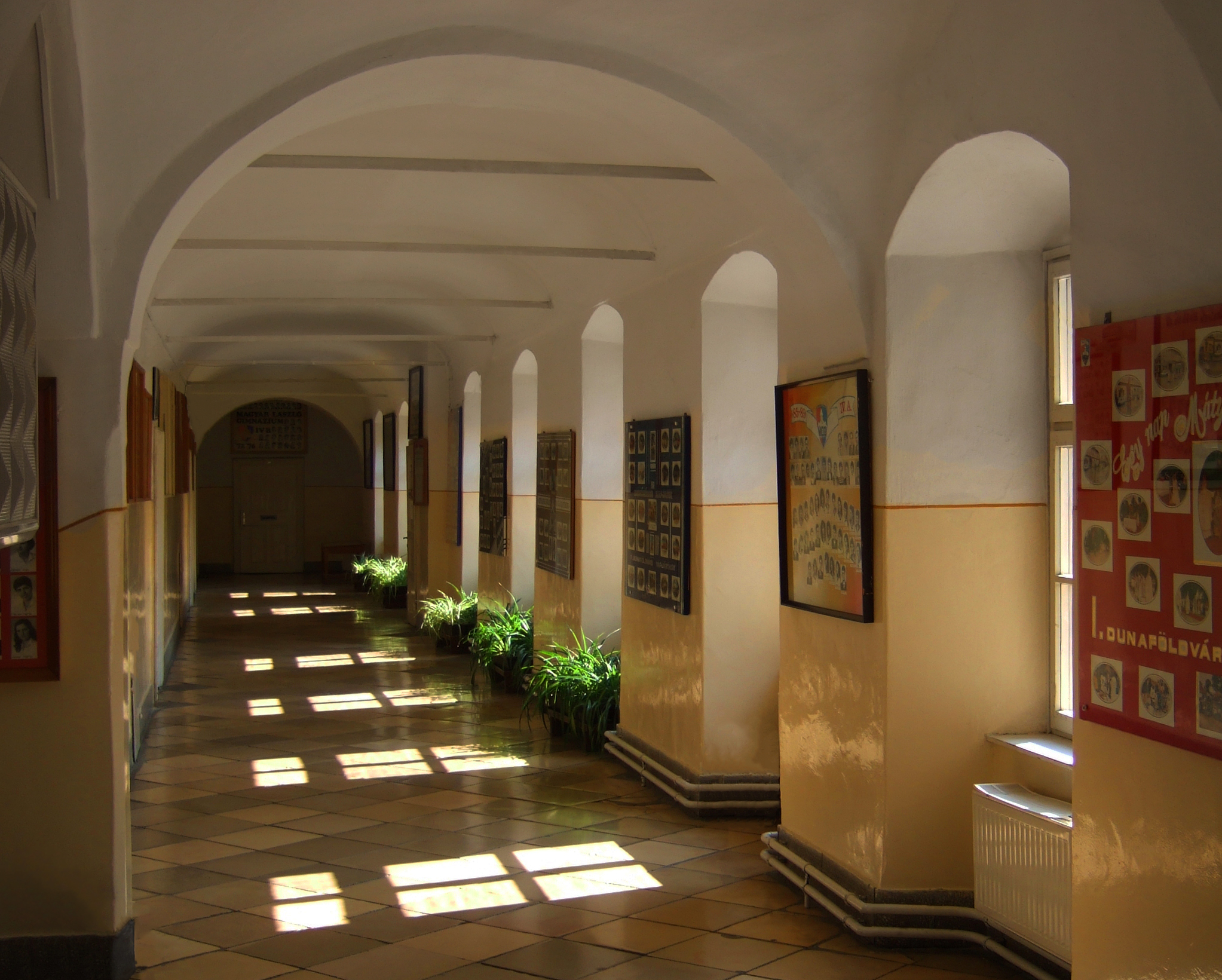
A gimnázium egyik folyosója a régi szárnyon
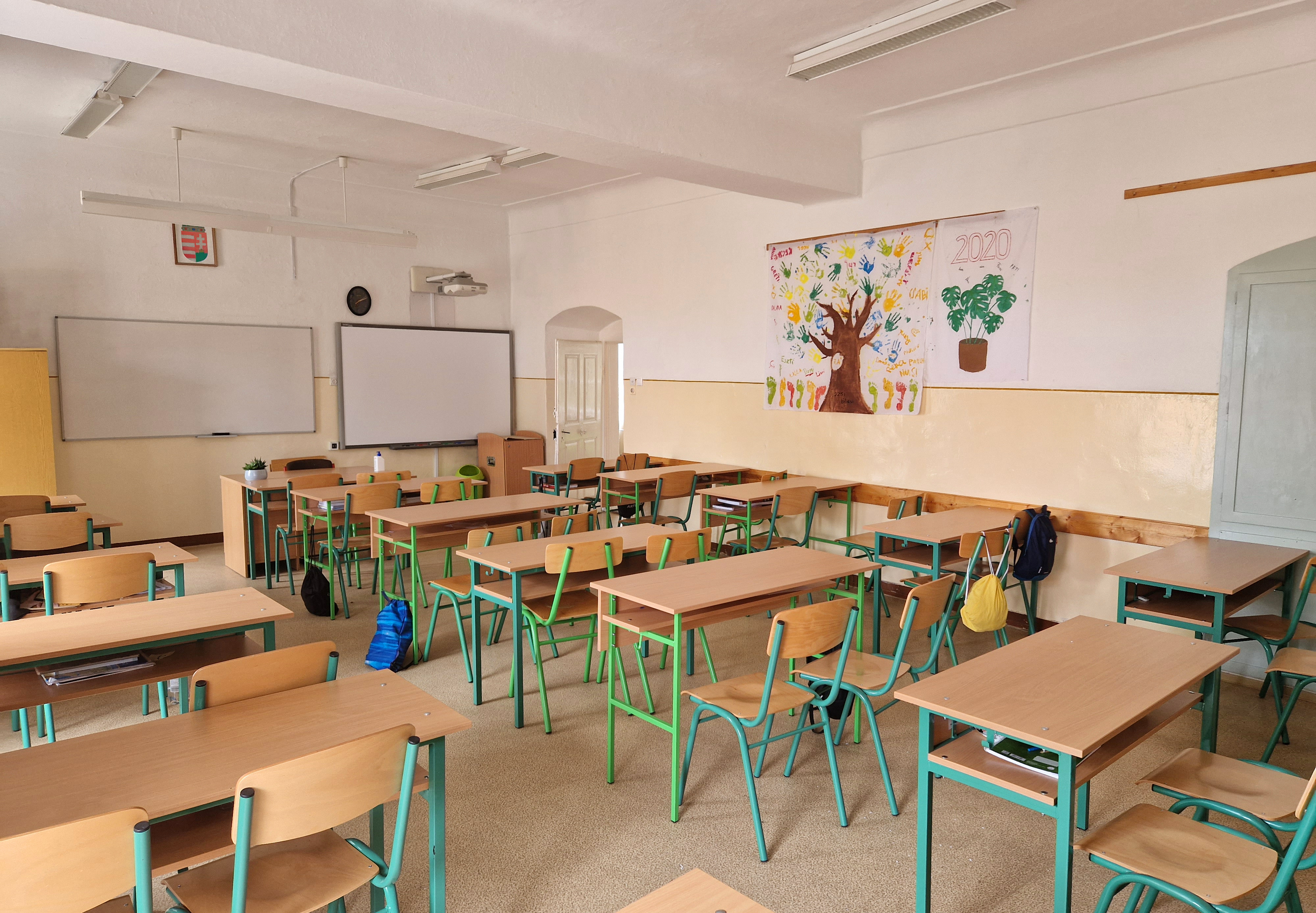
A gimnázium egyik osztályterme a régi szárnyon

A gimnázium új szárnya 1998-ban épült, Szabó Imre tervei alapján. Ebben az épületrészben helyet kapott többek között egy új tornacsarnok, három tanterem, tanári szoba, aula és egy számítástechnikai terem is.

Az iskolának két udvara is van, az egykori rendház kerengője által körbefogott „kisudvar” történelmi hangulatot áraszt, míg az új szárny mögött elterülő „nagyudvar” helyet kapott egy lelátóval rendelkező futballpálya is.

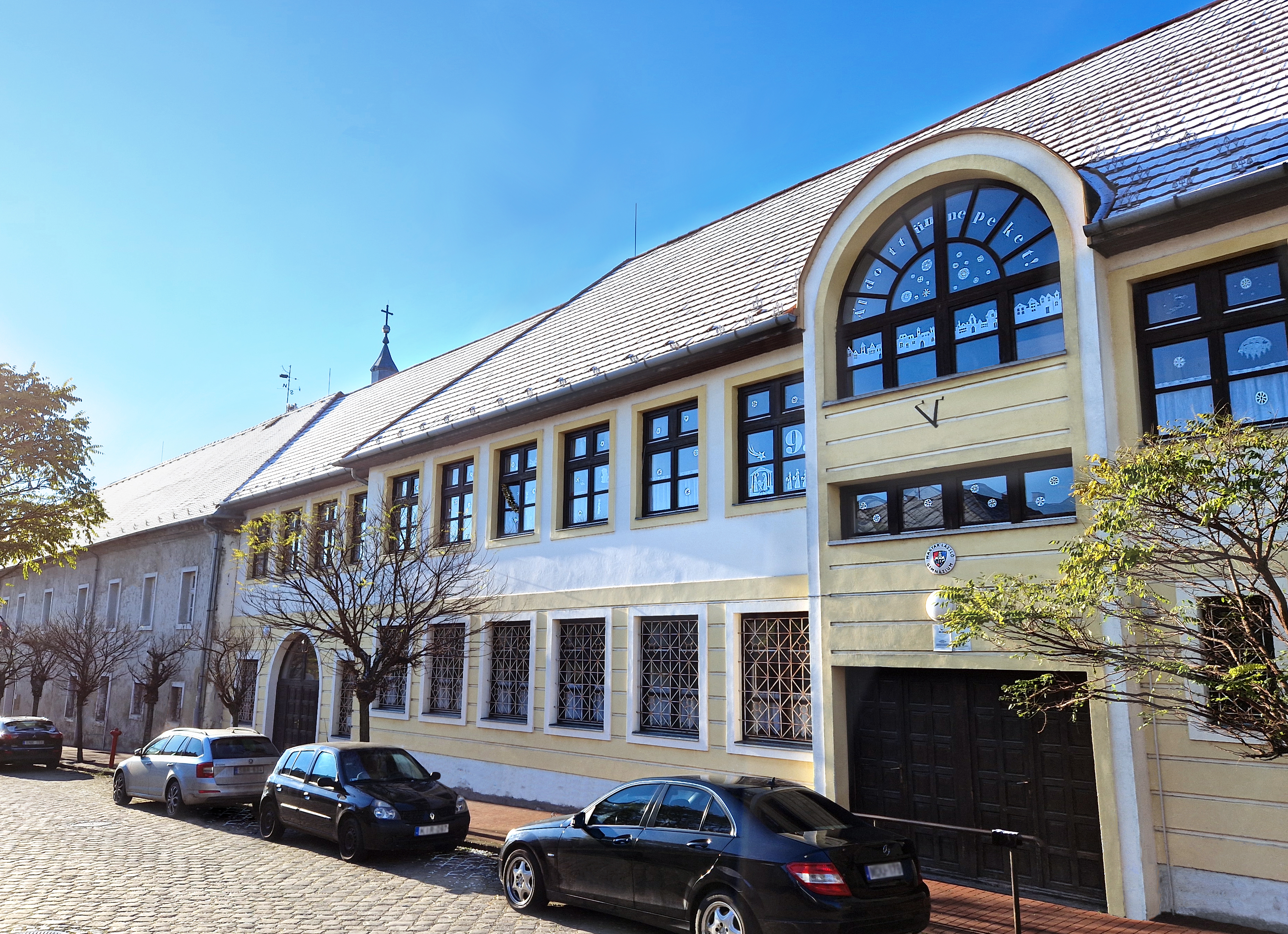
A gimnázium új szárnya kívülről egy téli hózápor után
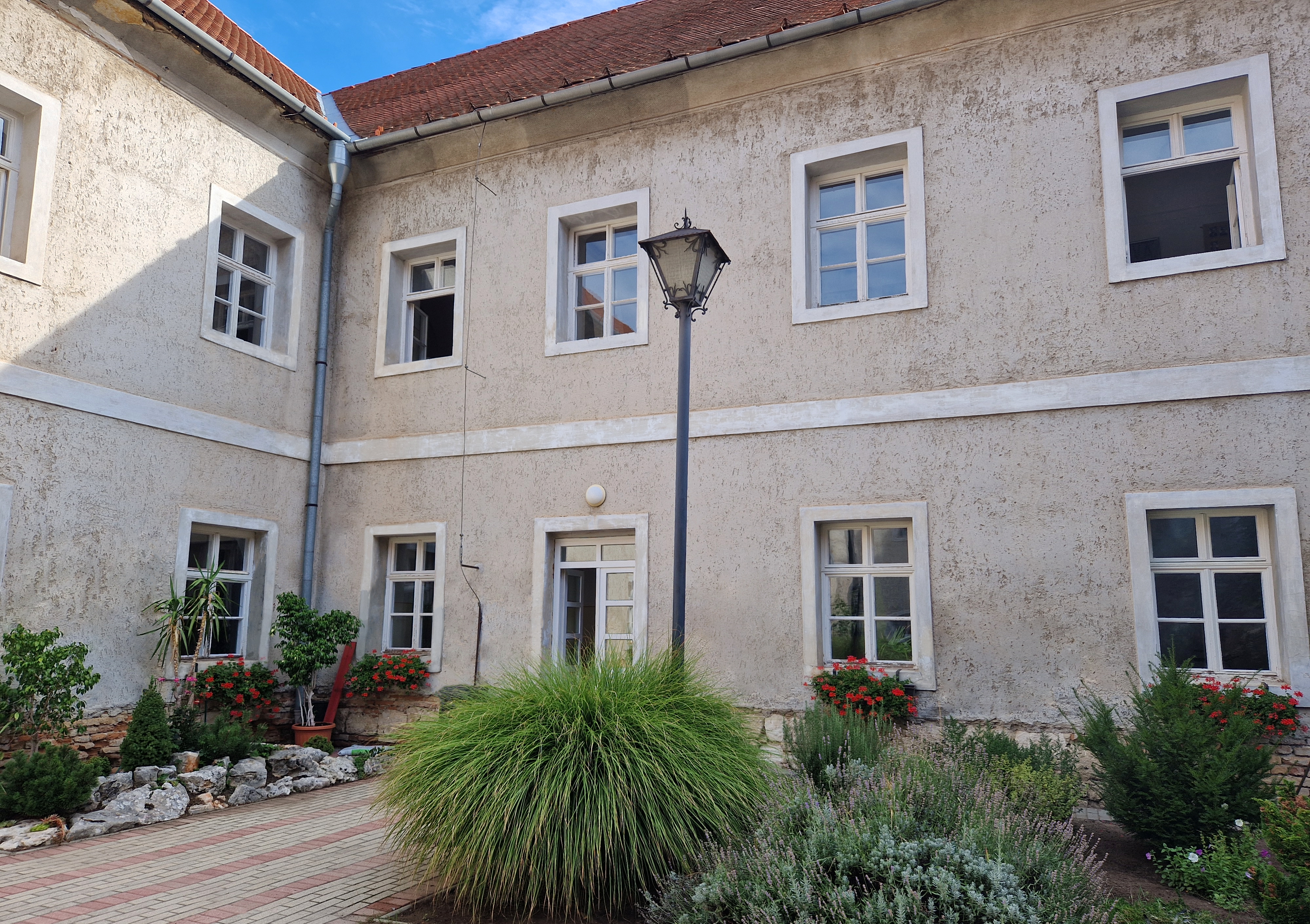
A gimnázium kisudvara
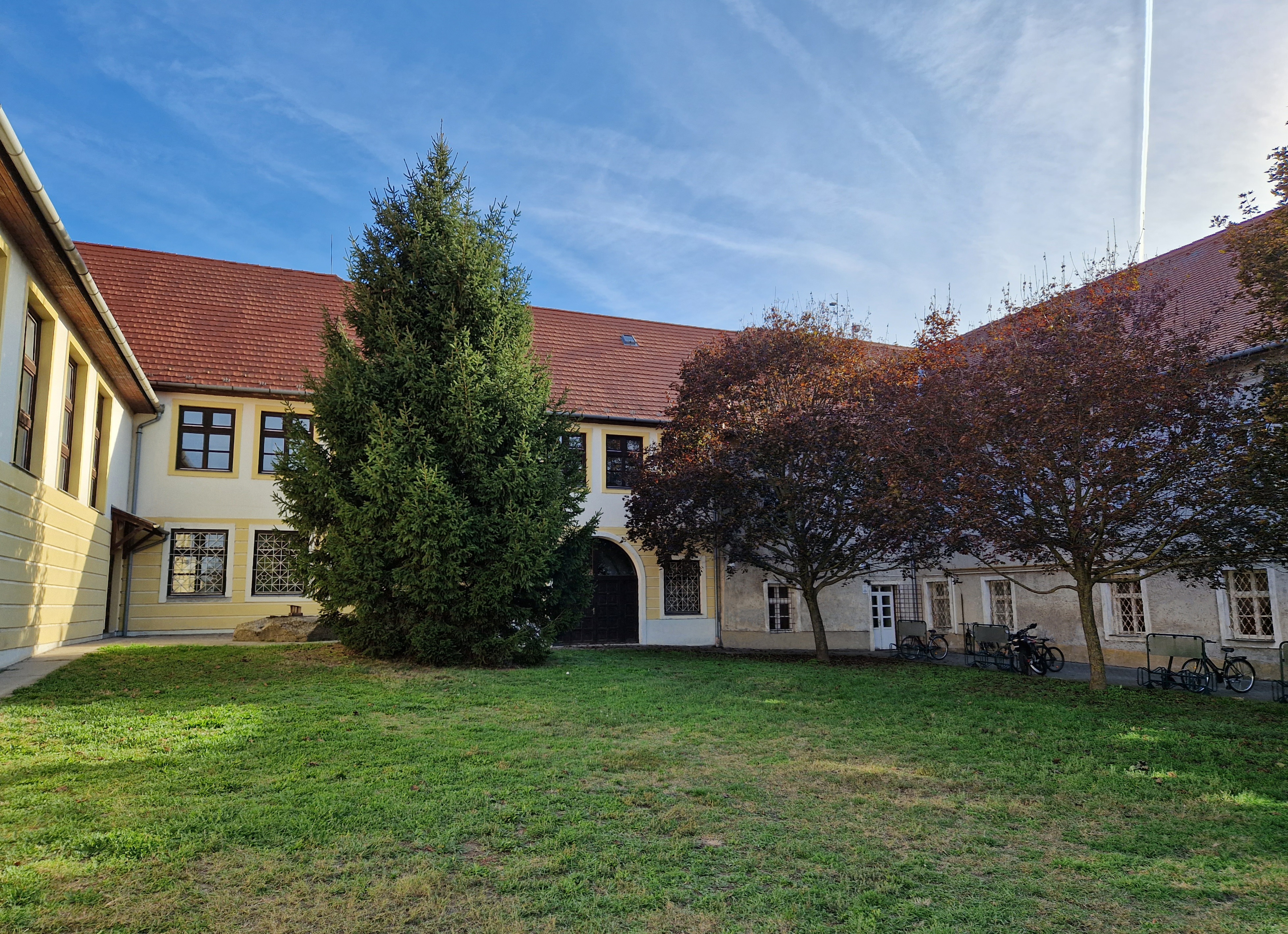
A gimnázium nagyudvara

## A gimnázium igazgatói
- Rojkó József (1952-1953)
- Kerekes László (1954)
- Mándoki Sándor (1954-1958)
- Mándi Gyula (1958-1959)
- Zombai László (1959-1968)
- Deák Árpád (1968-1971)
- Dr. Endrédi Lajos (1971-1976)
- Deák Árpád (1976-1980)
- Lukácsi Pál (1980-1990)
- Götzinger Károlyné (1990)
- Veisz János (1990-2006)[3]
- Balogh Emese (2006-2017)
- Fehérné Keserű Katalin (2017-2022)[12]
- Puskás Zsolt (2022-2023)[13]
- Papp Attila (2023-2024)[14]
- Farnek Mónika (2024-)[15]

## Magyar László, a gimnázium névadója

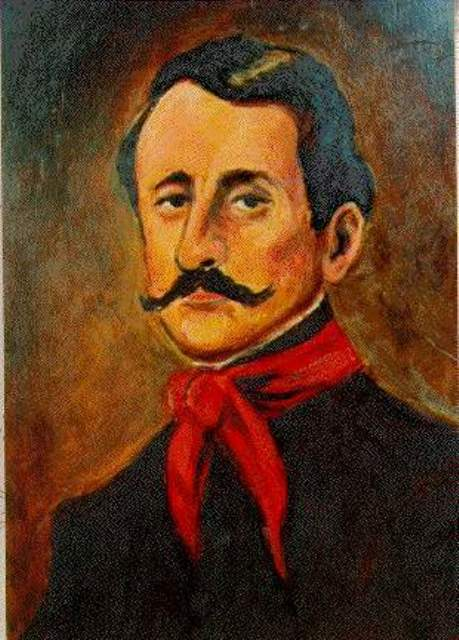
Magyar László

A híres Afrika-kutató Magyar László 1816-ban született Szombathelyen, Öttömösi Magyar Imre és Horváth Anna törvénytelen gyermekeként. Mivel édesanyja nem sokkal a születése után elhunyt, Dunaföldvárra került, ahol apai nagyanyja gondoskodott a neveltetéséről, és az elemi iskolát is itt végezte. Tanulmányait a kalocsai, a szabadkai és a pesti Piarista Gimnáziumban folytatta, majd elvégezte a Fiumei tengerészeti akadémiát. 1843-ban Dél-Amerikába utazott, ahol részt vett az argentin-uruguayi háborúban. Az argentin hadsereg elveszítette a háborút, és Magyar László is csak nehezen kerülte el a halálbüntetést.
Mivel a Magyar Tudós Társaságtól nem kapott támogatást a tervezett Dél-Amerikai expedíciójához, 1848 májusában Afrikába utazott, ahol felhajózott a Kongó forrásvidékéig. Visszatérve erről az útjáról, 1849 telén elindult első nagyobb expedíciójára, a ma Angola területén fekvő Bihé tartomány felderítésére. Itt elnyerte a helyi fejedelem, Kajája Kajángula bizalmát, így az uralkodó támogatta felfedezőútjaiban, sőt, hozzá is adta egyik leányát, Ina-Kullu Ozoro hercegnőt. Magyar László több expedíciót is vezetett Belső-Afrikában, 1850-51-ben felderítette a Kongó és a Zambézi folyó vízgyűjtő területeit, majd 1852-54-ig az Okawango-delta vidékét kutatta. Útjai során megismerte a helyi törzsek szokásait, és részletes feljegyzéseket készített róluk, illetve a felderített tájak földrajzáról.
1856-ban meggyilkolták Magyar László nagy hatalmú apósát, így a felfedező kénytelen volt visszatérni az Atlanti-óceán partján fekvő Benguelába. Tudományos munkájának elismeréseként a Magyar Tudományos Akadémia 1858-ban levelező tagjává választotta, 1859-ben pedig megjelent kötete, „Magyar László Délafrikai utazásai” címmel. Magyar László 1864-ben hunyt el, halálának oka és sírhelye ismeretlen.
A Dunaföldvári Magyar László Gimnázium 1956 óta viseli a híres Afrika-kutató nevét, Dunaföldvár városában pedig szobor, utca és kiállítás is őrzi emlékét.